# Uádi Sale
Uádi Sale (Wadi Salih) é um dos sete distritos do estado do Darfur Ocidental, no Sudão.